# Kroll Bond Rating Agency
Die Kroll Bond Rating Agency ist eine US-amerikanische Rating-Agentur mit Sitz in Mount Airy, Maryland und Büros in New York. Sie ist durch die US-Börsenaufsichtsbehörde SEC als Nationally Recognized Statistical Rating Organization (NRSRO) anerkannt.

## Geschichte
Die Kroll Bond Rating Agency wurde durch Jules Kroll gegründet und erhielt 2010 die Zulassung als NRSRO.